# ウィズアウト・ユー・アイム・ナッシング
『ウィズアウト・ユー・アイム・ナッシング』（Without You I'm Nothing）は、イギリスのオルタナティヴ・ロック・バンド、プラシーボが1998年に発表した2作目のスタジオ・アルバム。

## 背景
スティーヴ・ヒューイットが正式に参加した初のアルバム。アルバムの大部分はハッピー・マンデーズ等との仕事で知られるスティーヴ・オズボーンがプロデュースし、「ピュア・モーニング」と日本盤ボーナス・トラック「20th センチュリー・ボーイ」（T・レックスのカヴァー）はフィル・ヴァイナルがプロデュースした。
この頃、プラシーボのメンバー3人は映画『ベルベット・ゴールドマイン』に出演しており、ブライアン・モルコとヒューイットはFlaming Creaturesというバンドのメンバーの役、ステファン・オルダルはPolly Small's Bandのメンバーの役を演じた。また、バンドは同作のサウンドトラックに「20th センチュリー・ボーイ」を提供しており、この曲はイギリスではシングル「ユー・ドント・ケア・アバウト・アス」のカップリング曲としてもリリースされた。

## 反響・評価
全英アルバムチャートでは17週チャート・インして最高7位に達し、本作からのシングル「ピュア・モーニング」は全英シングルチャートで4位、「ユー・ドント・ケア・アバウト・アス」は5位、「エヴリー・ユー・エヴリー・ミー」は11位に達した。
フランスのアルバム・チャートでは初登場7位となって初のトップ10入りを果たし、47週にわたりトップ200入りするロング・ヒットとなった。アメリカでは本作がビルボードのトップ・ヒートシーカーズで20位に達し、「ピュア・モーニング」はモダン・ロック・トラック・チャートで19位、メインストリーム・ロック・チャートで40位に達した。
音楽評論家のGreg Pratoはオールミュージックにおいて「セルフ・タイトルのデビュー・アルバムは主に'90年代のオルタナティヴ（スマッシング・パンプキンズ等）の要素から成っているのに対して、『ウィズアウト・ユー・アイム・ナッシング』は'70年代のグラムロックやパンクからの影響に満ちている」と評している。

## 収録曲
特記なき楽曲は作詞：ブライアン・モルコ／作曲：プラシーボ。
1. ピュア・モーニング "Pure Morning" – 4:14
2. ブリック・シットハウス "Brick Shithouse" – 3:18
3. ユー・ドント・ケア・アバウト・アス "You Don't Care About Us" – 3:58
4. アスク・フォー・アンサーズ "Ask for Answers" – 5:19
5. ウィズアウト・ユー・アイム・ナッシング "Without You I'm Nothing" – 4:08
6. アレルジック（トゥ・ソーツ・オブ・マザー・アース） "Allergic (To Thoughts of Mother Earth)" – 3:49
7. ザ・クロール "The Crawl" – 2:59
8. エヴリー・ユー・エヴリー・ミー "Every You Every Me" (Lyrics by Brian Molko, Paul Campion) – 3:33
9. マイ・スウィート・プリンス "My Sweet Prince" – 5:45
10. サマーズ・ゴーン "Summer's Gone" – 3:05
11. スケアード・オブ・ガールズ "Scared of Girls" – 3:01
12. バーガー・クイーン "Burger Queen" – 6:14

本編終了後、約8分の無音状態を経て「Evil Dildo」という隠しトラックが収録されている。

### 日本盤ボーナス・トラック
1. 20th センチュリー・ボーイ "20th Century Boy" (Marc Bolan)

日本盤CDでは、ボーナス・トラックの後に約5分の無音状態を経て「Evil Dildo」が収録されている。

## 他メディアでの使用例
「エヴリー・ユー・エヴリー・ミー」は、アメリカ映画『クルーエル・インテンションズ』（1999年公開）のサウンドトラックで使用された。

## 参加ミュージシャン
- ブライアン・モルコ - ボーカル、ギター、ベース
- ステファン・オルスダル - ベース、ギター、ピアノ
- スティーヴ・ヒューイット - ドラムス、パーカッション